# Більдюк Олексій Олексійович
Олексій Олексійович Більдюк (нар. 16 листопада 1947 — пом. 1996, Бердянськ, Запорізька область, Україна) — радянський футболіст, нападник та півзахисник. Майстер спорту СРСР.

## Життєпис
Олексій — вихованець дитячо-юнацької спортивної школи міста Бердянська. У 1965 році виступав за місцеву «Енергію» на аматорському рівні. Професіональну кар'єру гравця починав в 1966 році в команді Другої союзної ліги «Шахтар» з Кадіївки, де провів два сезони.
У 1968 році поповнив ряди миколаївського «Суднобудівника». У складі «корабелів» Олексій провів 71 матч, відзначився 11-а голами. У 1970 році перейшов у донецький «Шахтар». На найвищому рівні Більдюк провів 53 поєдинки. У 1972 році повернувся до Миколаєва, а через рік став гравцем хмельницького «Динамо».
З 1973 по 1975 рік Олексій виступав у складі харківського «Металіста». Завершив професіональну кар'єру гравця в 1976 році в складі клубу «Ельбрусу» з Нальчика. Після ще деякий час на аматорському рівні захищав кольори бердянської «Енергії».

## Статистика виступів
| Команда                    | Сезон             | Чемпіонат         | Чемпіонат | Чемпіонат | Кубок | Кубок | Загалом | Загалом |
| Команда                    | Сезон             | Рів.              | Матчі     | Голи      | Матчі | Голи  | Матчі   | Голи    |
| -------------------------- | ----------------- | ----------------- | --------- | --------- | ----- | ----- | ------- | ------- |
| «Шахтар» (Кадіївка)        | 1966              | III               | 37        | 1         | 0     | 0     | 37      | 1       |
| «Шахтар» (Кадіївка)        | 1967              | III               | ?*        | ?*        | 0     | 0     | ?*      | ?*      |
| «Шахтар» (Кадіївка)        | Загалом           | Загалом           | 37*       | 1*        | 0     | 0     | 37*     | 1*      |
| «Суднобудівник» (М)        | 1968              | II                | 30        | 6         | 2     | 1     | 32      | 7       |
| «Суднобудівник» (М)        | 1969              | II                | 41        | 5         | 7     | 0     | 48      | 5       |
| «Суднобудівник» (М)        | Загалом           | Загалом           | 71        | 11        | 9     | 1     | 80      | 12      |
| «Шахтар» (Донецьк)         | 1970              | I                 | 26        | 0         | 1     | 0     | 27      | 0       |
| «Шахтар» (Донецьк)         | 1971              | I                 | 27        | 0         | 2     | 0     | 29      | 0       |
| «Шахтар» (Донецьк)         | Загалом           | Загалом           | 53        | 0         | 3     | 0     | 56      | 0       |
| «Суднобудівник» (Миколаїв) | 1972              | III               | 18        | 3         | 0     | 0     | 18      | 3       |
| «Динамо» (Хмельницький)    | 1973              | III               | ?*        | ?*        | 0     | 0     | ?*      | ?*      |
| «Металіст» (Харків)        | 1973              | II                | 29        | 1         | 0     | 0     | 29      | 1       |
| «Металіст» (Харків)        | 1974              | II                | 23        | 2         | 0     | 0     | 23      | 2       |
| «Металіст» (Харків)        | 1975              | II                | 30        | 0         | 2     | 0     | 32      | 0       |
| «Металіст» (Харків)        | Загалом           | Загалом           | 82        | 3         | 2     | 0     | 84      | 3       |
| «Ельбрус» (Нальчик)        | 1976              | II                | 1         | 0         | 1     | 0     | 2       | 0       |
| Усього за кар'єру          | Усього за кар'єру | Усього за кар'єру | 262*      | 18*       | 15    | 1     | 277*    | 19*     |

Примітки: позначкою * відзначені колонки, дані в яких неповні в зв'язку з відсутністю протоколів першостей СРСР 1967 і 1973 років.
Джерела:
- Статистика виступів за «Металіст» (Харків) взята зі спортивного медіа-порталу Metalist-kh-stat.net.ua [Архівовано 17 червня 2013 у WebCite]